# Victor ludorum
Victor ludorum (o victrix ludorum) en latín significa "el ganador de los juegos". Por lo general, es un trofeo presentado al equipo, club o competidor más exitoso en un evento deportivo. Es común en las regatas de remo y era tradicional en algunos días deportivos de escuelas públicas y estatales británicas. Por lo general, se presenta al atleta/competidor que ha ganado la mayor cantidad de eventos o que ha acumulado la mayor cantidad de puntos compitiendo en muchos eventos.
Las competidoras femeninas suelen competir por la victrix ludorum.
La práctica de otorgar un trofeo al Victor (victrix) ludorum todavía se sigue (2018) en escuelas y colegios establecidos por descendientes de colonos británicos en Sudáfrica.